# 울릉 현포동 고분군
울릉 현포동 고분군(鬱陵 玄圃洞 古墳群)은 대한민국 경상북도 울릉군 북면에 있는 고분군이다. 1986년 12월 11일 경상북도의 기념물 제73호로 지정되었다.

## 개요
울릉도 내에서 가장 많은 무덤이 밀집하여 분포한 무덤들이다.
완만한 경사면에 40여기가 분포하고 있다. 무덤의 형태는 기단을 만들고 가운데 직사각형의 돌방(석실)을 만들어, 시체를 넣고 그 위에 돌을 이용하여 봉분을 만든 이른바 석총으로 삼국시대의 것으로 생각된다.
울릉현 포동무덤들은 울릉도 지역에서만 볼 수 있는 특징적인 형태를 가지고 있는 석총으로 이 지역 무덤연구에 중요한 곳이다.

## 참고 자료
- 울릉현포동고분군 - 국가유산청 국가유산포털